# ギブリーズ
『ギブリーズ』は、スタジオジブリ制作の短編アニメーション作品である。2000年4月8日に日本テレビ系列で放送された。2002年には続編『ギブリーズ episode2』も制作され、『猫の恩返し』との2本立てで劇場公開された。

## 作品情報
- ジャンル：コメディ
- 時間：約13分

## キャスト
- 野中くん：野中晋輔
- トシちゃん、徳さん、室井くん：大塚明夫
- 奥平くん、米ちゃん：立木文彦
- 藤巻くん、門ちゃん：うえだゆうじ
- 蛍ちゃん、ミキちゃん：津村まこと
- ゆかりさん：榊原良子
- 女子社員：倉田昌子
- ナレーション：若林健治

## スタッフ
- キャラクター原案：すずきとしお
- 監督：百瀬義行
- 音楽：川井憲次
- プロデューサー：渡辺宏行